# Ludwig von der Wense
Ernst Adolf Hermann Georg Ludwig von der Wense-Mörse (* 16. Dezember 1863 in Celle; † 24. Oktober 1929 in Hannover) war ein deutscher Verwaltungsbeamter, Rittergutsbesitzer und Parlamentarier.

## Leben

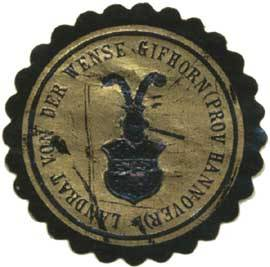
Siegel (1900–1908) des Landrats Ludwig von Wense

Ludwig von der Wense war der Sohn von Gebhard von der Wense (1822–1872) und dessen Ehefrau Charlotte von Lenthe (1830–1899). Er heiratete am 12. August 1899 in Trendelburg Irmgard Freiin von Grote (1880–1923) und hatte mit ihr folgende Kinder:
- Gebhard (* 19. Juni 1902; † 22. November 1969)
- Hilmer (* 15. August 1903; † 2. Januar 1943)

Er studierte an der Ruprecht-Karls-Universität Heidelberg. 1884 wurde er Mitglied des Corps Vandalia Heidelberg. Nach dem Studium trat er in den preußischen Staatsdienst ein. 1900 wurde er Landrat des Kreises Gifhorn. 1908 wurde er zum Landeshauptmann der Provinz Hannover berufen. Das Amt hatte er bis 1925 inne. Er war Besitzer der Rittergüter Mörse und Hattorf im Kreis Gifhorn, Landschaftsrat und Kammerherr.
Von 1901 bis 1920 saß Wense im Provinziallandtag (Preußen)  der Provinz Hannover. 1917/18 saß er als Abgeordneter des Wahlkreises Lüneburg 1 (Isenhagen, Gifhorn) im Preußischen Abgeordnetenhaus, wo er der Fraktion der Konservativen Partei angehörte. Von 1921 bis 1926 war er Bevollmächtigter der Provinz Hannover zum Reichsrat. Während dieser Zeit gehörte er der Deutsch-Hannoverschen Partei an.